# Manuel Díaz Vega
Manuel Díaz Vega (Godán, Salas, Principado de Asturias, España, 1 de septiembre de 1954) es un exárbitro internacional de fútbol español. Fue director técnico del Comité Técnico de Árbitros, máximo organismo del arbitraje en España durante 17 años hasta el 6 de junio de 2018.

## Trayectoria
Díaz Vega se inició en el arbitraje en 1975. En 1983 debutó en la Segunda División de España y cuatro años más tarde dio el salto a Primera División. Su primer partido en la máxima categoría fue un Athletic Club-Real Mallorca disputado el 29 de agosto de 1987.
Arbitró en 203 partidos en Primera durante trece temporadas, situándose en el momento de su retirada como el cuarto árbitro con más partidos la máxima categoría. Pitó por última vez en un partido entre Sevilla FC y Rayo Vallecano, del 19 de mayo de 2000, correspondiente a la última jornada de la temporada 1999/2000.
Considerado uno de los árbitros españoles de mayor prestigio, fue designado para arbitrar tres finales de la Copa del Rey (en 1992, 1996 y 1999) y dos de la Supercopa de España.

### Internacional
Consiguió la escarapela FIFA en 1990 y arbitró 70 encuentros internacionales a lo largo de su carrera.
Su primera gran cita internacional fue en 1992, cuando fue designado para arbitrar en los Juegos Olímpicos de Barcelona. Entre otros encuentros, fue el colegiado designado para el partido de consolación por la medalla de bronce.
En 1994 fue el representante del arbitraje español en la Copa del Mundo de Estados Unidos, aunque sólo dirigió un encuentro de la primera fase entre Holanda-Arabia Saudí. En 1996 pitó el partido inaugural de la Eurocopa entre Inglaterra y Suiza y, nuevamente, no fue requerido para ningún otro encuentro del torneo.
En las competiciones internacionales de clubes, arbitró el partido de ida de la Supercopa de Europa de 1993 entre Parma FC y AC Milan.
La temporada 1995/96 fue designado para la final de la Liga de Campeones de la UEFA entre Ajax de Ámsterdam y Juventus FC, siendo el segundo trencilla español en arbitrar una final de la máxima competición continental, tres décadas después de hacerlo José María Ortiz de Mendíbil. A lo largo de su carrera Díaz Vega arbitró 18 encuentros de la Liga de Campeones.

### Tras la retirada
Tras retirarse en el año 2000 ha ejercido de director técnico del Comité Técnico de Árbitros de la Real Federación Española de Fútbol y es miembro del panel arbitral de la UEFA.

## Controversias
A pesar de ser uno de los colegiados mejor valorados por los organismos rectores españoles e internacionales, la carrera de Díaz Vega se vio, a menudo, envuelta de polémicas. En múltiples ocasiones sus actuaciones fueron objeto de críticas por parte de jugadores, entrenadores, directivos y medios de comunicación.
La temporada 1992/93 el Comité de Competición de la Federación Española de Fútbol le abrió un expediente, por presuntas irregularidades cometidas en el acta de un encuentro entre el Real Club Celta de Vigo y el Sevilla Fútbol Club en el que el colegiado asturiano expulsó a cuatro jugadores locales. El expediente fue finalmente archivado, mientras que ocho futbolistas célticos fueron sancionados con 21 partidos y el Estadio de Balaídos clausurado por dos encuentros.
Posteriormente, esa misma temporada, el Comité de Competición le abrió un segundo expediente por su enfrentamiento dialéctico con el entonces técnico del FC Barcelona, Johan Cruyff. Este criticó la actuación de Díaz Vega tras un encuentro de su equipo con el Real Madrid, afirmando que "debiería dedicarse a pitar partidos de infantiles".  El colegiado asturiano le replicó al día siguiente, acusando al técnico neerlandés de "bocazas", "engreído", "soberbio" y que "se mea en los pantalones cuando se enfrenta al Real Madrid"..

## Premios y reconocimientos
La temporada 1991/92 fue designado mejor árbitro de la Primera División de España por el Comité Técnico de Árbitros de la Federación Española.
En 1995, 1996, 1997 y 1999 figuró en ranking de los diez mejores colegiados del mundo, elaborado por la Federación Internacional de Historia y Estadística de Fútbol (IFFHS).
Recibió en dos ocasiones el Trofeo Guruceta del Diario Marca como mejor árbitro de Primera, en 1992 y 1998.
En 1995 recibió el premio al Mejor Deportista Ovetense, concedido por el Ayuntamiento de Oviedo. 
En 1999, la localidad de La Corredoria -en el concejo de Oviedo- le rindió homenaje con la inauguración de un estadio municipal que lleva su nombre.

## Estadísticas en Primera División
| Temporada | Partidos | T. amarilla | T. roja | T. roja directa |
| --------- | -------- | ----------- | ------- | --------------- |
| 1987/1988 | 11       | 38          | -       | 1               |
| 1988/1989 | 12       | 45          | -       | 1               |
| 1989/1990 | 10       | 44          | -       | -               |
| 1990/1991 | 13       | 71          | -       | 5               |
| 1991/1992 | 14       | 78          | -       | -               |
| 1992/1993 | 12       | 63          | 5       | -               |
| 1993/1994 | 21       | 102         | 3       | 2               |
| 1994/1995 | 20       | 84          | 2       | 6               |
| 1995/1996 | 21       | 121         | 6       | 2               |
| 1996/1997 | 20       | 115         | 2       | 2               |
| 1997/1998 | 15       | 71          | 4       | -               |
| 1998/1999 | 17       | 94          | 2       | 4               |
| 1999/2000 | 17       | 73          | 1       | 2               |